# Su-ki
Su-ki byl japonský obojživelný nákladní vůz vyrobený společností Toyota. Do služby u Japonské císařské armády vstoupil v roce 1943 a zúčastnil se bojů druhé světové války.

## Historie
Su-ki byl vyvinut na základně 4x4 nákladního automobilu To-ki společnosti Toyota. Trup byl vyroben z oceli a měl tvar člunu. Mohl operovat v režimu pohonu jedné či obou náprav. Nosnost činila 2 tuny. V rozmezí od listopadu 1943 do srpna 1944 bylo vyrobeno 198 kusů. Su-ki byly nasazeny u japonské armády v bojích druhé světové války na tichomořských ostrovech.